# E & J Gallo Winery
E & J Gallo Winery est une entreprise productrice de vin basée à Modesto en Californie.

## Histoire
Pendant la Prohibition aux États-Unis, Ernest et Julio Gallo cultivaient des raisins et les vendaient aux États de l'est où la fabrication de vin à domicile était autorisée.
Le 14 juin 1933, Ernest Gallo déposa une demande auprès de l'administration de la Prohibition pour ouvrir un entrepôt de vin sous douane à San Francisco. Le 20 juin, sa demande fut rejetée. On lui conseilla que pour ouvrir un entrepôt, il devait posséder un vignoble sous douane. Et pour être autorisé comme une cave, il devait posséder des vignobles. Ernest et Julio prirent alors des mesures pour créer une cave au nom de leur partenariat nouvellement formé, E & J Gallo. Ils firent imprimer des papiers à en-tête qui incluaient deux désignations à côté de leur nom : « cave » et « producteurs et expéditeurs de raisins ». Le domaine de leur père possédait à la fois les activités de culture et d'expédition de raisins ainsi que les vignobles nécessaires pour établir une cave, à ce moment-là. Ernest envoya cette lettre au Bureau de l'alcool pour approbation. Il écrivit qu'eux-mêmes et Julio étaient des « producteurs de raisins avec plus de 400 acres de vignes ».

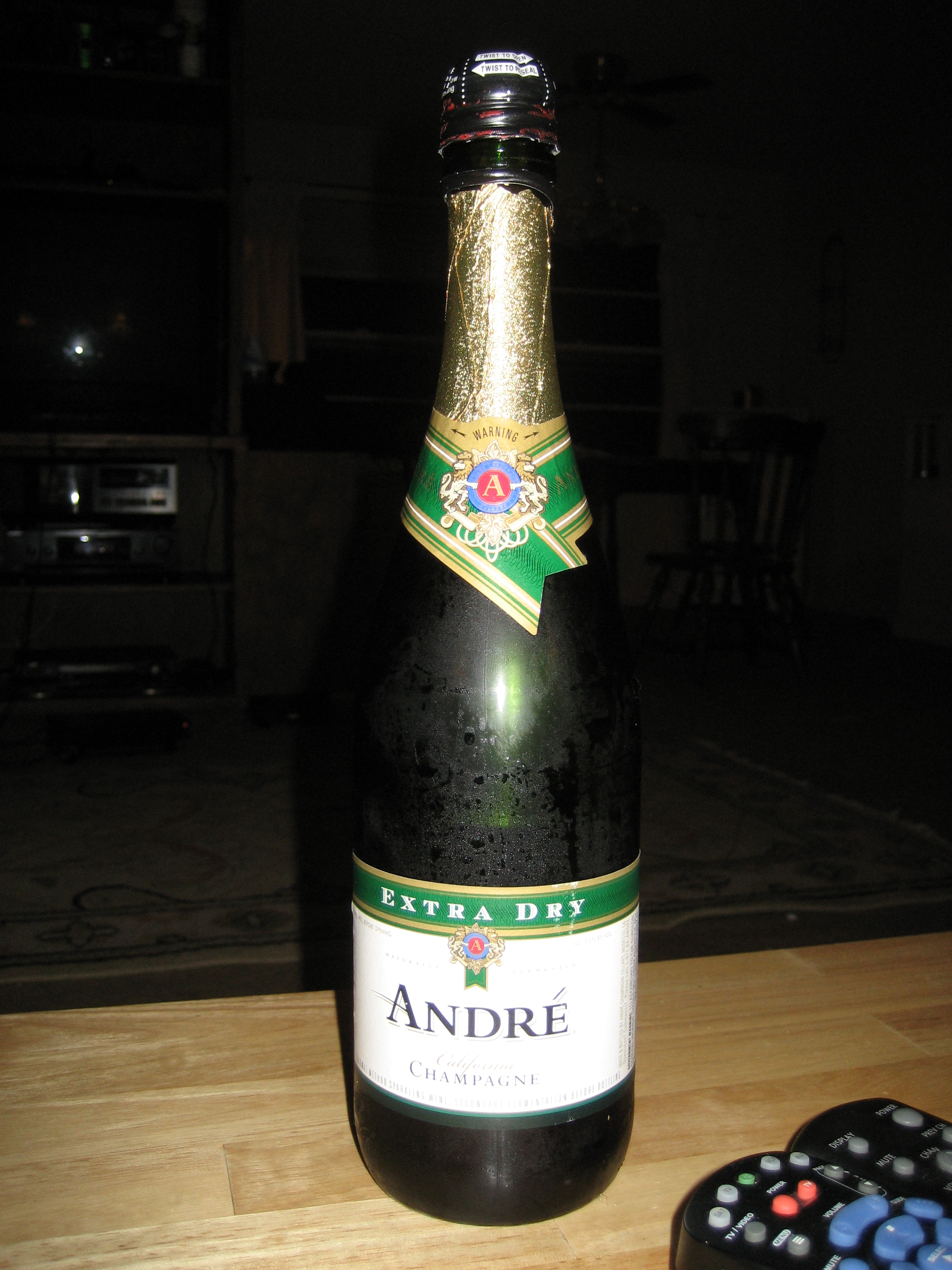
Une bouteille d'André

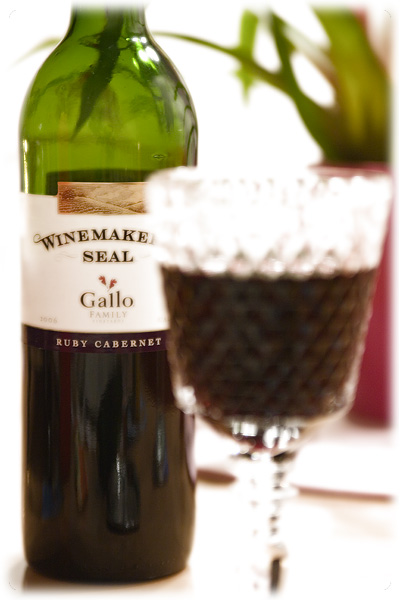
Gallo Family Ruby Cabernet

Les deux frères lancèrent la cave à l'automne 1933, à la suite de l'abolition de la Prohibition. Ernest et Julio étaient en concurrence avec des entreprises plus grandes, mieux établies et mieux financées, dont plus de 800 caves établies en Californie dans les premières années suivant l'abolition de la Prohibition. Leur capital de départ était inférieur à 6 000 dollars (environ 110 000 dollars ajustés à l'inflation en 2017), dont 5 000 dollars empruntés par Ernest à sa belle-mère, Teresa Franzia. Les frères apprirent l'art de la fabrication de vin commercial en lisant de vieux pamphlets d'avant la Prohibition publiés par l'Université de Californie, qu'ils récupérèrent dans le sous-sol de la bibliothèque publique de Modesto. Julio était concentré sur la production de vin, et Ernest sur sa vente. Ils n'avaient qu'un seul tracteur, et le faisaient tourner en permanence par roulement sur des shifts de 12 heures. La première année d'activité, les frères avaient produit 177 000 gallons de vin.
En 1957, E & J Gallo a lancé le vin blanc fortifié bon marché appelé Thunderbird. En 1962, E & J Gallo a lancé la bouteille d'un gallon de vin bon marché avec une anse, Red Mountain, plus tard renommé Carlo Rossi Red Mountain, en hommage à une cave située au-dessus d'Oakdale qui avait fermé pendant la Prohibition,,. Plus tard, le marché américain a commencé à s'éloigner des vins bon marché. Ernest et Julio ont été les premiers à introduire la gestion de la marque et le merchandising moderne dans l'industrie du vin, et ont ouvert la voie en proposant de nouveaux produits sur les étagères des magasins. Ils ont été les premiers à lancer des initiatives de qualité révolutionnaires, telles que des contrats à long terme avec des producteurs de raisins pour des variétés spécifiques et des programmes de recherche sur les raisins. Ils ont également été les premiers à établir une force significative de vente et de marketing à l'étranger pour exporter des vins californiens à l'étranger. Ils ont été des pionniers dans la publicité du vin à la télévision et ont lancé de nombreuses campagnes publicitaires pour le vin. (L'une d'entre elles a contribué à populariser "Hymne", composé et interprété par Vangelis, en l'utilisant comme musique de fond dans certaines de ses publicités télévisées.) Les publicités de l'entreprise dans les années 1960 mettaient l'accent sur l'association de leurs vins américains avec les régions viticoles européennes réputées. En 1983, pour la première fois, l'entreprise a apposé une année de millésime sur l'un de ses vins, le Cabernet Sauvignon de Sonoma de 1978.
Pendant les années 1980 et 1990, E & J Gallo a acheté des étiquettes de vin en Europe et en Australie. En 1993, E & J Gallo était la plus grande cave du pays, détenant 25 % du marché américain du vin. Julio Gallo est décédé dans un accident de voiture le 2 mai 1993. Ernest est décédé en 2007 et son fils Joe Gallo a repris la direction de l'entreprise en tant que PDG.
En 2002, E & J Gallo a acheté la Louis M. Martini Winery, lui offrant sa première implantation dans la vallée de Napa. Le 14 septembre 2007, Martha Stewart Living Omnimedia a annoncé un partenariat avec E & J Gallo Winery pour produire une gamme de vins étiquetés "Martha Stewart Vintage". En 2011, E & J Gallo a vendu le cidre dur Hornsby à la C&C Group pour un montant non divulgué et s'est associé à la Boisset Collection pour acheter le domaine Mondavi. En 2017, E & J Gallo Winery a acheté le vignoble Stagecoach de la vallée de Napa.
En avril 2019, Constellation Brands Inc. a annoncé un accord de vente de marques de vin, dont Clos du Bois et Mark West, à E & J Gallo Winery pour 1,7 milliard de dollars. L'accord a été ensuite modifié à deux reprises pour exclure les marques de vin pétillant Cook's California 'Champagne' et J. Roget American 'Champagne' (toutes deux conservées par Constellation pendant quatre ans après l'accord final), la marque de brandy Paul Masson, qui a été cédée à Sazerac Company Inc., les marques Sheffield Cellars et Fairbanks cédées à Precept Brands LLC, et sa division High Color Concentrates cédée à Vie-Del Company pour un prix ajusté de 1,1 milliard de dollars, dont 250 millions de dollars sont conditionnés à la réalisation de performances de la marque sur une période de deux ans après la clôture,. L'accord a été finalisé le 6 janvier 2021 pour 810 millions de dollars.
En 2020, l'Université de Californie, Merced prévoyait d'ouvrir sa première nouvelle école depuis son lancement, l'École de Gestion Ernest & Julio Gallo, une école multidisciplinaire englobant de nombreuses disciplines différentes.